# 마견
《마견(White Dog 화이트 도그)》은 미국의 영화감독 사뮤엘 퓰러의 1982년 작품이다. 작품을 둘러싼 논란때문에 수년간 상영이 보류되었다가 제한상영되었다. 작품의 줄거리는 1970년대 프랑스의 작가 로멩 가리가 쓴 소설내용에 기반을 두고 있다. 엔니오 모리코네가 영화배경음악을 맡았다. 미국에서는 2007년 현재까지 홈비디오 허가가 나지 않고 있다.

## 줄거리
젊은 여성 줄리는 어느날 길을 잃은 개(독일산 셰퍼드)를 발견하고 보호한다. 그러나 이 개는 단순히 길을 잃은 개가 아니라 인종차별주의자에 의해 흑인을 보면 죽을 때까지 공격하도록 훈련된 흉폭한 개였다. 개를 안락사 시킬 것인지 재훈련시킬 것인지를 고민하던 그녀는 흑인 조련사에게 개를 재훈련시키도록 일임한다.

## 출연

### 주연
- 크리스티 맥니콜
- 폴 윈필드

### 조연
- 봅 마이너
- 벌 아이브스
- 크리스타 랭
- 제임슨 파커
- 린 무디
- 마샬 톰슨
- 토니 브루베이커
- 버넌 웨들

## 기타
- 미술: 브라이언 이트웰
- 의상: 엘리스 코헨
- 의상: 게일 비올라
- Ass-PD: 리처드 하시모토